# Champvans-les-Moulins
Champvans-les-Moulins é uma comuna francesa na região administrativa de Borgonha-Franco-Condado, no departamento de Doubs. Estende-se por uma área de 2,52 km². Em 2010 a comuna tinha 343 habitantes (densidade: 136,1 hab./km²).